# نووی کوزیاک
نووی کوزیاک (به صربی: Novi Kozjak) یک منطقهٔ مسکونی در صربستان است که در Alibunar Municipality واقع شده‌است. نووی کوزیاک ۳۱٫۴ کیلومتر مربع مساحت و ۶۵۰ نفر جمعیت دارد.